# Jana Kramer
Jana Rae Kramer (Rochester Hills, Míchigan, 2 de diciembre de 1983) es una actriz y cantante de música country estadounidense conocida por su papel como Alex Dupre en la serie de televisión One Tree Hill. Kramer comenzó una carrera en la música country en 2012 con el sencillo «Why Ya Wanna» de su álbum debut homónimo para Elektra Records. Compitió en la temporada 23 de Dancing with the Stars, terminando en cuarto puesto.

## Primeros años
Kramer nació en Rochester Hills, Míchigan, hija de Nora y Martin Kramer. Kramer asistió a la Rochester Adams High School. Habla algo de alemán. Ella tiene un hermano, Steve.

## Carrera

### 2002–11: Carrera de actuación y contrato discográfico
En 2002, debutó como actriz en la película de terror independiente de bajo presupuesto Dead/Undead. El año siguiente Kramer apareció como invitada en All My Children, lo cual marcó su debut televisivo. Desde entonces Kramer ha seguido apareciendo en series de televisión como CSI: Crime Scene Investigation, Grey's Anatomy, Private Practice y CSI: NY. También ha tenido pequeños papeles secundarios en películas como Click, Prom Night y Spring Breakdown.
En 2007, Kramer apareció en un papel recurrente en la serie de televisión de drama deportivo de la NBC, Friday Night Lights. Interpretó el papel de Noelle Davenport en la segunda temporada de la serie. En 2008, apareció en la serie de televisión de The CW, 90210, un reboot de la serie de televisión para adolescentes Beverly Hills, 90210 (1990). Kramer desempeñó el papel de la estudiante de secundaria Portia Ranson e hizo su debut en el segundo episodio de la primera temporada, "The Jet Set". Su papel continuó durante seis episodios e hizo su última aparición en "The Party's Over", que se emitió el 5 de mayo de 2009.
En 2009, se incorporó a la serie de televisión dramática de HBO, Entourage interpretando a una chica de la hermandad estudiantil que seduce al personaje de Turtle (Jerry Ferrara), y apareció en cuatro episodios.
En junio de 2009, se anunció que Kramer protagonizaría la séptima temporada de la serie de televisión de drama de CW One Tree Hill. Kramer interpretó el papel de Alex Dupre, una actriz habitual en la prensa sensacionalista que se convierte en la nueva cara de la línea de moda de Brooke Davis, «Clothes Over Bros», y crea estragos para los residentes de Tree Hill. Inicialmente la aparición de Kramer en el programa estaba destinada a ser en una forma recurrente, pero su papel fue actualizado a una serie regular por el episodio de la temporada 14, "Family Affair". En marzo de 2012, Kramer anunció que no aparecería regularmente en la novena y última temporada del programa con el fin de seguir su carrera musical. Hizo su última aparición en el segundo episodio de la novena temporada, "In the Room Where You Sleep", que se emitió el 18 de enero de 2012.
En febrero de 2011, Kramer firmó un contrato de grabación con Elektra Records. Ese mismo mes estrenó su canción promocional, «I Will not Give Up», que se estrenó en el episodio de One Tree Hill, «Holding Out for a Hero», y fue lanzado al día siguiente exclusivamente en iTunes y Amazon. La canción alcanzó el número 75 en el Billboard Hot 100. El mes siguiente Kramer comenzó a trabajar en su álbum debut. El productor de música country, Scott Hendricks, produjo la mayoría del disco. En abril de 2011, Kramer lanzó otra canción promocional, titulada «Whisky», que también interpretó en One Tree Hill. La canción alcanzó el número 99 en el Billboard Hot 100 solo en las ventas digitales.

### 2012–presente: Actuación continua,Jana KrameryDancing with the Stars
En febrero de 2012, Kramer apareció como protagonista en el drama independiente  Heart of the Country interpretando a una joven privilegiada, Faith Carraday, quien sigue sus sueños de show-biz pero lo deja todo y se traslada a las zonas rurales de Carolina del Norte después de que su marido sea encarcelado por haber cometido fraude en Wall Street. Kramer también está vinculado a la película de terror The Gatekeeper.
El 16 de enero de 2012, Kramer lanzó su sencillo debut oficial, «Why Ya Wanna», y estrenó el vídeo musical oficial, dirigido por Kristin Barlowe, el 6 de febrero de 2012. La canción alcanzó el número 52 en el Billboard Hot 100de Estados Unidos y el número 3 en el Billboard Hot Country Songs. «Whisky» es el segundo sencillo oficial del álbum.
El 1 de junio de 2012, Kramer hizo su primera actuación en vivo televisada en Fox & Friends para promocionar su álbum debut. Interpretó «Why Ya Wanna» ante una multitud de fanes en la ciudad de Nueva York. El 5 de junio de 2012, Kramer lanzó su álbum debut autodenominado Jana Kramer. El disco recibió críticas positivas de los críticos y muchos elogiaron el desempeño vocal de Kramer.
El 5 de junio de 2013, Nationwide Insurance publicó la primera de una serie de comerciales en su campaña «Join the Nation», presentando a Kramer como una mujer furtiva vestida de cuero negro que sigue a un equipo de ladrones y reemplaza los objetos que roban con versiones más recientes para promover la iniciativa «Brand New Belongings» de Nationwide. Nationwide había firmado Kramer para cantar el jingle nacional en agosto de 2012. Un segundo comercial, lanzado en abril de 2014, ofreció el carácter de Kramer que substituía artículos en un apartamento ennegrecido del fuego para promoverel seguro para inquilinos de Nationwide. En noviembre de 2014, Jana repitió su papel de Nationwide, esta vez como una figura sexy de Santa Claus reemplazando objetos durante la temporada de Navidad. El socio publicitario McKinney de Nationwide está detrás de los spots.
En julio de 2013, Kramer abrió para Blake Shelton en su gira Ten Times Crazier Tour en Virginia Beach, Virginia.
En agosto de 2013, la película independiente Approaching Midnight,  protagonizada por Kramer, tuvo su estreno mundial en el Emagine Royal Oak en Michigan.
El 30 de agosto de 2016, fue anunciada como una de las celebridades que competirían en la temporada 23 de Dancing with the Stars. Ella fue emparejada con el bailarín profesional, Gleb Savchenko. Kramer y Savchenko llegaron a la final del programa y terminaron en el cuarto puesto.
En el año 2020 Jana y su marido Mike, trabajan en la publicación de un libro, que saldrá a la venta el 22 de septiembre de ese mismo año

## Vida personal
Kramer se casó con Michael Gambino en Las Vegas, Nevada, en 2004. Se divorciaron varios meses después.
El 22 de diciembre de 2009, Kramer se comprometió con el actor Johnathon Schaech. La pareja se conoció en el set de Prom Night. Se casaron el 4 de julio de 2010 en Glen Arbor, Michigan. La pareja se separó un mes más tarde. Su divorcio fue finalizado en junio de 2011.
Se anunció en septiembre de 2012 que Kramer estaba saliendo con el cantante de música country Brantley Gilbert. Se conocieron en el 2012 CMT Music Awards en junio. Se comprometieron el 20 de enero de 2013, su vigésimo octavo cumpleaños, pero se separaron en agosto de 2013.
En agosto de 2014, Kramer empezó a salir con Mike Caussin del equipo de Washington Redskins, a quien conoció en Twitter. Ella anunció semanas más tarde en las redes sociales y durante un show, sin embargo, que se habían separado porque él la engañó. Poco después, ella lo perdonó públicamente, y volvieron a estar juntos. Durante la semana de CMA en noviembre de 2014, Kramer habló por primera vez sobre su relación fallida con Gilbert, diciendo que ella estaba en un lugar malsano y como resultado, escogió relaciones relaciones poco saludables. Habló de su relación con Caussin diciendo que ahora estaba en un lugar y una relación saludable. Jana Kramer y Michael Caussin se comprometieron en diciembre de 2014 en su cumpleaños número 31, y se casaron el 22 de mayo de 2015. El 10 de agosto de 2015, la pareja reveló que estaban esperando su primer hijo, una niña. Kramer dio a luz a su hija, Jolie Rae Caussin, el 31 de enero de 2016, en Nashville. En agosto de 2016, se anunció que Kramer y Caussin se habían separado pero más tarde retomaron su relación. Kramer dio a luz a su segundo hijo, Jace Joseph Caussin, el 29 de noviembre de 2018.
En junio de 2023 se hizo público que estaba esperando su primer hijo en común con Allan Russell. Su hijo, Roman James, nació el 13 de noviembre de 2023.

## Filmografía

### Cine
| Año  | Título                                | Papel               | Notas                             |
| ---- | ------------------------------------- | ------------------- | --------------------------------- |
| 2002 | Dead/Undead                           | Alice St. James     |                                   |
| 2003 | The Passage                           | Camarera en Alvin's |                                   |
| 2003 | Blood Games                           | Señorita Tiamat     | Acreditada como Jana Rae          |
| 2005 | Blue Demon                            | Carrie              |                                   |
| 2005 | Return of the Living Dead: Necropolis | Katie Williams      | Kramer no pudo terminar el rodaje |
| 2006 | Click                                 | Julie               |                                   |
| 2007 | Boxboarders!                          | Victoria            |                                   |
| 2008 | Prom Night                            | April               |                                   |
| 2008 | Approaching Midnight                  | Aspen               |                                   |
| 2008 | Bar Starz                             | Ryann               |                                   |
| 2008 | The Poker Club                        | Trudy Todaro        |                                   |
| 2009 | Laid to Rest                          | Jamie               |                                   |
| 2009 | Spring Breakdown                      | Seven #2            |                                   |
| 2012 | Heart of the Country                  | Faith Carraday      |                                   |

### Televisión
| Año     | Título                         | Papel            | Notas                                                      |
| ------- | ------------------------------ | ---------------- | ---------------------------------------------------------- |
| 2003    | All My Children                | Desconocido      | Episodios desconocidos (sin acreditar)                     |
| 2006    | CSI: Crime Scene Investigation | Rae              | Episodio 7.07: "Post Mortem" (sin acreditar)               |
| 2006    | CSI: Nueva York                | Paige Rowand     | Episodio 3.10: "Sweet 16"                                  |
| 2007    | Friday Night Lights            | Noelle Davenport | 7 episodios                                                |
| 2008    | Can You Duet                   | Ella misma       | Episodio 1.01 "Open Auditions" Episodio: "Workshop Week 1" |
| 2008    | Grey's Anatomy                 | Lola             | Episodio: "Freedom" (Partes 1 & 2)                         |
| 2008–09 | 90210                          | Portia Ranson    | 5 episodios                                                |
| 2009    | Private Practice               | Lyla             | Episodio 2.19: "What Women Want"                           |
| 2009    | Entourage                      | Brooke Manning   | 3 episodios                                                |
| 2009–12 | One Tree Hill                  | Alex Dupre       | Papel principal en las temporadas 7–9 (43 episodios)       |
| 2013    | Dance Moms                     | Ella misma       | Episodio 4.01: "Welcome Back... Now Don't Get Too Comfy"   |
| 2016    | Dancing with the Stars         | Ella misma       | Concursante en la temporada 23                             |
| 2016    | Country Crush                  | Kat              | Película de televisión                                     |
| 2017    | Love at First Bark             | Julia            | Película de televisión (Hallmark)                          |

## Dancing with the Stars
El 30 de agosto de 2016, Kramer  fue revelada como una de las celebridades que participarían en la temporada 23 de Dancing with the Stars, donde fue emparejada con el bailarín profesional Gleb Savchenko. Kramer y Savchenko llegaron a la final del programa y quedaron en el cuarto puesto.
| Semana | Baile / Canción                           | Puntajes de los jueces  | Puntajes de los jueces  | Puntajes de los jueces  | Puntajes de los jueces  | Resultado        |
| Semana | Baile / Canción                           | C.I                     | L.G.                    | J.H.                    | B.T.                    | Resultado        |
| --- | ----------------------------------------- | ----------------------- | ----------------------- | ----------------------- | ----------------------- | ---------------- |
| 1 | Vals vienés / «Dangerous Woman»           | 7                       | 6                       | 6                       | 8                       | Sin eliminación  |
| 2 | Tango / «I Don't Want to Be»              | 7                       | 8                       | 7                       | 7                       | Salvados         |
| 3 | Jive / «Too Many Fish in the Sea»         | 6                       | 7                       | 6                       | 7                       | Salvados         |
| 4 | Foxtrot / «Here Comes the Sun»            | 8                       | —                       | 7                       | 8                       | Últimos salvados |
| 5 | Contemporáneo / «In My Daughter's Eyes»   | 9                       | —                       | 8                       | 9                       | Sin eliminación  |
| 6 | Tango argentino / «Hands to Myself»       | 10                      | 101                     | 10                      | 10                      | Salvados         |
| 7 | Samba / «Get Down Tonight»                | 8                       | 8                       | 9                       | 9                       | Últimos salvados |
| 7 | Equipo Freestyle / «Embrace»              | 8                       | 9                       | 9                       | 9                       | Últimos salvados |
| 8 | Jazz / «Little Shop of Horrors»           | 9                       | —                       | 9                       | 9                       | Salvados         |
| 8 | Duelo de Salsa / «Magic»                  | Ganaron 3 puntos extras | Ganaron 3 puntos extras | Ganaron 3 puntos extras | Ganaron 3 puntos extras | Salvados         |
| 9 | Vals / «She Used to Be Mine»              | 10                      | 102                     | 10                      | 10                      | Últimos salvados |
| 9 | Contemporáneo en equipo / «Bird Set Free» | 10                      | 102                     | 10                      | 10                      | Últimos salvados |
| 10 (Semifinal) | Quickstep / «Go Mama»                     | 9                       | —                       | 9                       | 10                      | Salvados         |
| 10 (Semifinal) | Pasodoble en trío / «Kill of the Night»   | 10                      | —                       | 10                      | 10                      | Salvados         |
| 11 (Final) | Tango / «Stay The Night»                  | 8                       | 9                       | 9                       | 9                       | Eliminados       |
| 11 (Final) | Freestyle / «Unstoppable»                 | 9                       | 9                       | 9                       | 9                       | Eliminados       |
| 1Puntaje dado por el juez invitado Pitbull en lugar de Goodman. 2Puntaje dado por la juez invitada Idina Menzel en lugar de Goodman. |                                           |                         |                         |                         |                         |                  |

## Discografía
- Jana Kramer (2012)
- Thirty One (2015)

## Premios y nominaciones
| Año  | Asociación                        | Categoría                                             | Resultado |
| ---- | --------------------------------- | ----------------------------------------------------- | --------- |
| 2012 | American Country Awards           | Nuevo Artista del Año                                 | Nominada  |
| 2012 | American Country Awards           | Mejor Sencillo de Nuevo Artista: «Why You Wanna»      | Nominada  |
| 2012 | American Country Awards           | Mejor Vídeo musical de Nuevo Artista: «Why You Wanna» | Nominada  |
| 2013 | ACM Awards                        | Mejor Nuevo Artista Femenino                          | Ganadora  |
| 2013 | ACM Awards                        | Mejor Nuevo Artista                                   | Nominada  |
| 2013 | CMT Music Awards                  | Vídeo Femenino del Año: «Why You Wanna»               | Nominada  |
| 2013 | CMT Music Awards                  | Vídeo Destacado del Año: «Why You Wanna»              | Nominada  |
| 2016 | ACM Awards                        | Vocalista Femenina del Año                            | Nominada  |
| 2016 | American Country Countdown Awards | Mujer Destacada del Año                               | Nominada  |
| 2016 | American Country Countdown Awards | Vocalista Femenina del Año                            | Nominada  |